# Emmet O'Brien
Emmet O'Brien (Dublin, 7 maart 1981) is een Iers autocoureur. 

## Carrière
In zijn vroege racecarrière reed hij onder andere in de Britse Formule Palmer Audi, de Formule Ford en twee jaar in het Britse Seat Cupra Championship. In 2005 nam hij deel aan de Europese Alfa Romeo 147 Challenge. Zijn succes hierin leidde tot een zitje in het WTCC, voor het independentsteam Wiechers-Sport BMW in de eerste helft van het seizoen 2006. In 2007 reed hij opnieuw in het WTCC, nu voor GR Asia in een Seat Leon, dit nadat hij als tweede finishte in het European Touring Car Cup voor hetzelfde team eind 2006. Het seizoen was een worsteling, en opnieuw eindigde zijn seizoen eerder door budgetproblemen. In 2008 nam hij deel aan het Danish Touringcar Championship voor het team Poulsen Motorsport in een BMW 320si.